# Beziehungen zwischen Osttimor und den Vereinigten Staaten
Die Beziehungen zwischen Osttimor und den Vereinigten Staaten sind freundschaftlich.

## Geschichte

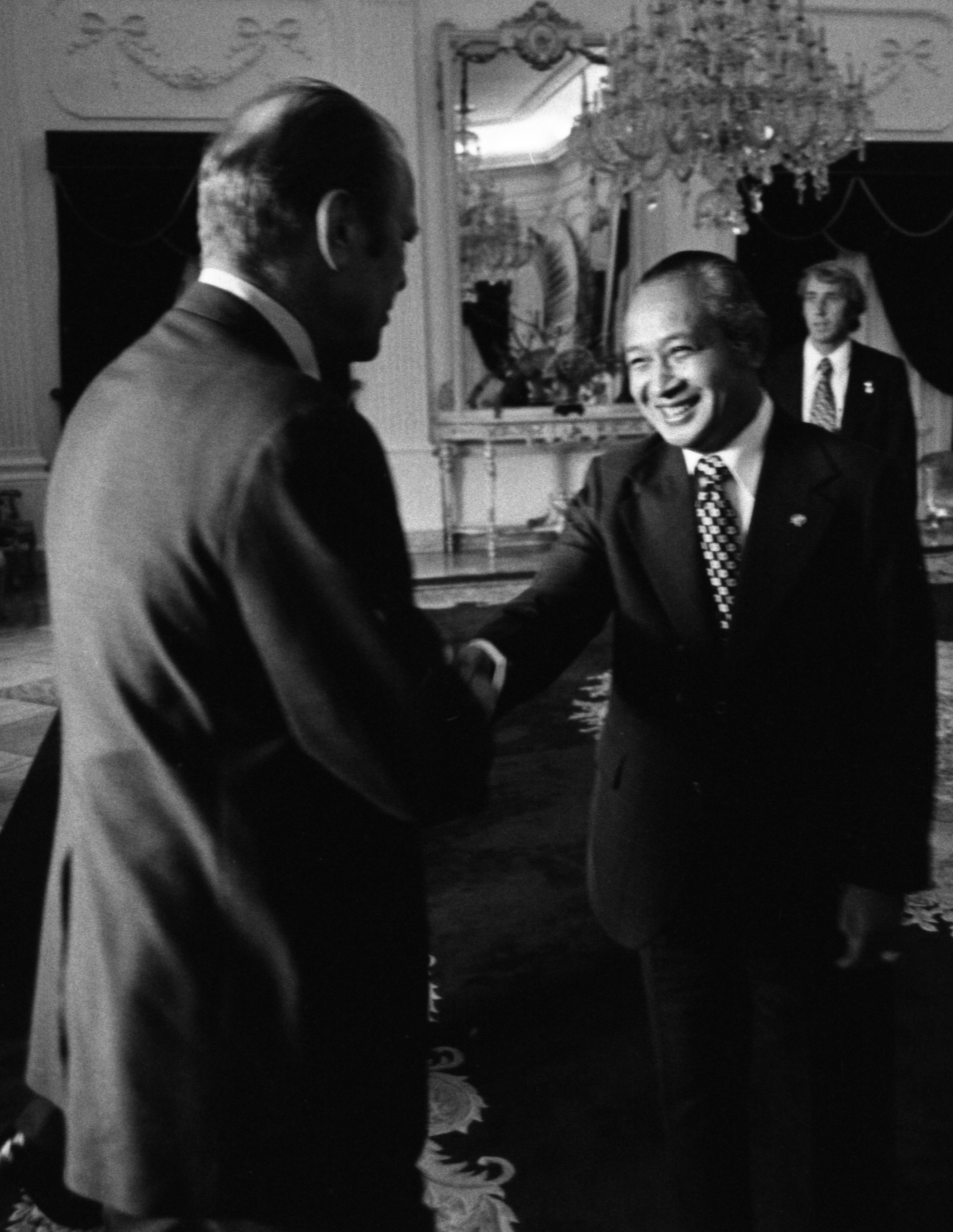
US-Präsident Gerald Ford mit Indonesiens Präsident Suharto am Tag vor der Invasion Osttimors.

Bereits 1974 hatte die indonesische Regierung bei Kissinger angefragt, wie die Vereinigten Staaten zu einer indonesischen Invasion in Portugiesisch-Timor stehen würden. Im März 1975 empfahl der US-Botschafter in Indonesien David D. Newsom eine Politik des „Stillschweigens“ und unterstützte dabei die Auffassung von US-Außenminister Henry Kissinger. Am 8. Oktober 1975 teilte Philip Habib, Mitglied der US-Delegation im Sicherheitsrat der Vereinten Nationen, den anderen Teilnehmern mit, dass es so aussehe, als ob Indonesien nun begonnen hätte Osttimor anzugreifen. Tatsächlich waren indonesische Truppen verdeckt in die Grenzgebiete eingedrungen. Kissinger antwortete, er hoffe Habib würde seinen Mund über diese Sache halten.
Die Vereinigten Staaten befürchteten, mitten im Kalten Krieg, dass Osttimor zu einem „zweiten Kuba“ werden könne, da die führende Partei FRETILIN, die Kontakte zur Volksrepublik China hatte, als kommunistisch galt. Gerade in dieser Zeit, kurz nach dem Ende des Vietnamkrieges, wollte man nicht einen kommunistischen Dominoeffekt in Südostasien riskieren, weswegen die Vereinigten Staaten und Australien die Aktionen des pro-westlichen Indonesiens tolerierten, obwohl Portugal NATO-Mitglied war und versuchte seine ehemalige Kolonie zu unterstützen. Lissabon hatte aber gegen die Interessen der beteiligten Staaten nur diplomatische Möglichkeiten. Geheime Regierungsdokumente, die im Dezember 2001 vom US-amerikanischen National Security Archive veröffentlicht wurden, belegen die Vorkommnisse.
Am 28. November erklärte die FRETILIN, aufgrund der indonesischen Besetzung der Grenzgebiete die Unabhängigkeit von Portugal Nachdem man Indonesien als Verbündeten gewonnen hatte, wollten die Vereinigten Staaten mitten im Malaiischen Archipel kein destabilisierendes, linksgerichtetes Regime. Wie die meisten anderen Staaten und die Vereinten Nationen verweigerten die USA Osttimor die staatliche Anerkennung.

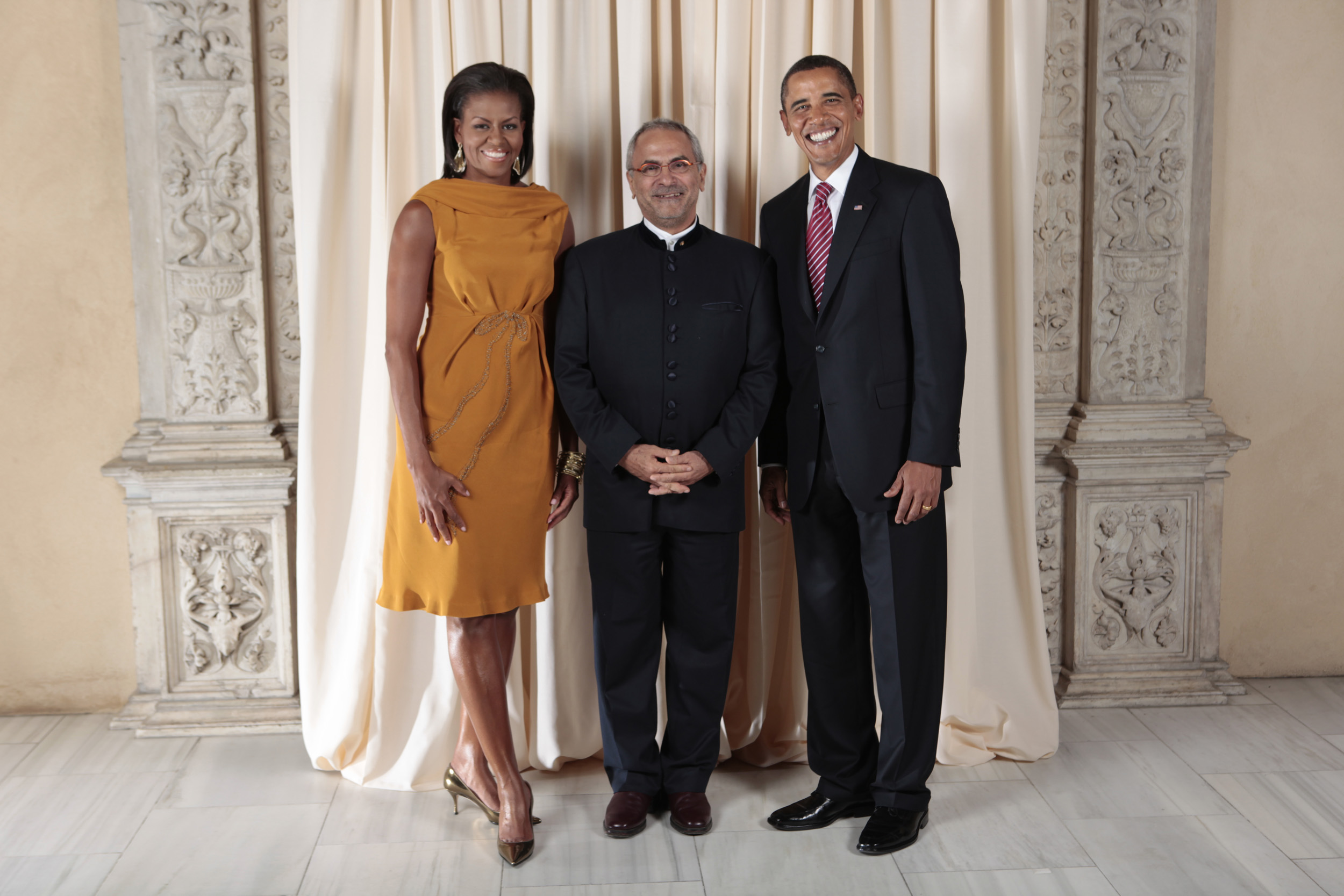
Osttimors Staatspräsident José Ramos-Horta mit dem US-Präsidentenehepaar Obama

Am 6. Dezember trafen sich US-Präsident Gerald Ford und Kissinger in Jakarta mit Indonesiens Präsident General Suharto. Indonesien ließ sich Unterstützung für die Invasionspläne geben. Am 7. Dezember landeten indonesische Fallschirmspringer in Osttimors Hauptstadt Dili und die offene Besetzung durch Indonesien begann. Die FRETILIN ging in den bewaffneten Widerstand im Untergrund. Sowohl bei der Invasion, als auch bei der Bekämpfung der osttimoresischen Guerilla verwendete Indonesien Waffen und Ausrüstung aus US-amerikanischen Lieferungen, die noch bis 1979 erfolgten.
Nach dem Santa-Cruz-Massaker 1991 kippte die öffentliche Meinung in der westlichen Welt zu Gunsten der Timoresen. Zudem war die Sowjetunion im selben Jahr von der Weltbühne verschwunden, so dass Indonesien nicht mehr vor einem marxistischen Schreckgespenst warnen konnte. Eine Bewegung, die sich mit Osttimor solidarisierte, entstand in Portugal, Australien und den Vereinigten Staaten. In den USA wurde das East Timor and Indonesia Action Network (ETAN) gegründet und der amerikanische Politiker Marc R. Pacheco aus Massachusetts engagierte sich, zusammen mit der portugiesisch-amerikanischen Gemeinschaft, für Osttimor. Am 15. November 1994 besetzten 29 osttimoresische Studenten für zwölf Tage friedlich die amerikanische Botschaft in Jakarta. 1996 erhielten die Osttimoresen Carlos Filipe Ximenes Belo und José Ramos-Horta den Friedensnobelpreis und die USA versagten Indonesien weitere Unterstützung.
Nach dem Unabhängigkeitsreferendum in Osttimor 1999 kam es zu letzte Gewaltwelle durch indonesische Sicherheitskräfte und Milizen. Als die Vereinten Nationen im September die Internationalen Streitkräfte Osttimor entsandte, gehörten die Vereinigten Staaten zu den größten Kontingentstellern. Dazu gehörte unter anderem der Kreuzer Mobile Bay. Auch an ihren Folgemissionen bis 2012 beteiligten sich die USA.
Mit Wiedererlangung der Unabhängigkeit Osttimors am 20. Mai 2002 nahmen die Vereinigten Staaten offiziell diplomatische Beziehungen auf.

## Entwicklungshilfe und Zusammenarbeit

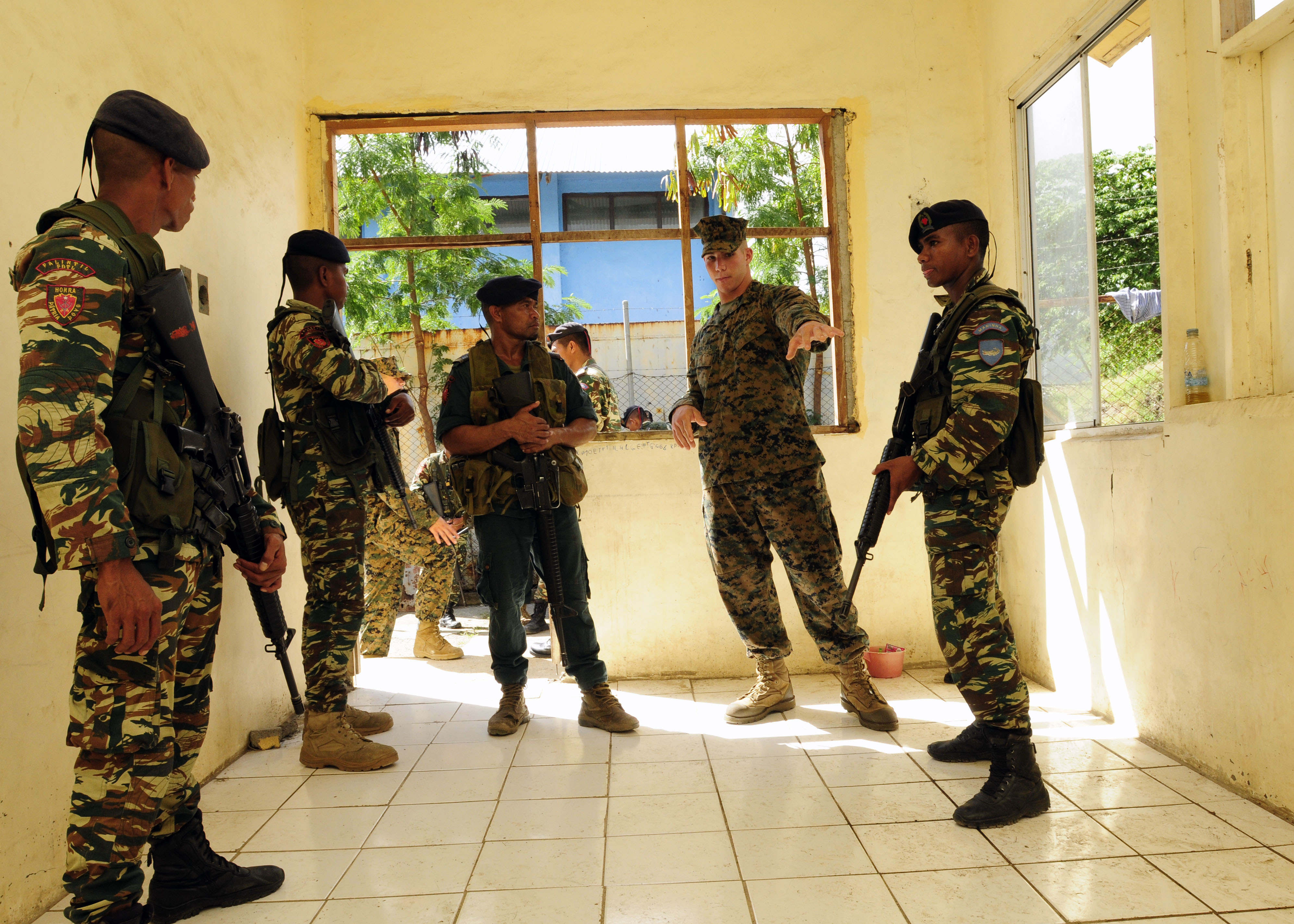
Ein US-Marine bei einer Übung mit osttimoresischen Soldaten (2013)

Die USA leisteten zwischen 1999 und 2006 Entwicklungshilfe im Wert von 86 Millionen US-Dollar. Von 2002 bis 2018 waren es insgesamt 450 Millionen US-Dollar.
USAID organisierte zusammen mit Osttimor und Neuseeland 110 kommunale Polizeikonferenzen zur Klärung von Sicherheitsproblemen. Fast 600 Jugendliche wurden in Programmen von USAID eingebunden, um sie für Konfliktprävention zu mobilisieren. Das Außenministerium der Vereinigten Staaten unterstützte zusammen mit der United States Navy und dem Büro der Vereinten Nationen für Drogen- und Verbrechensbekämpfung Maßnahmen zur Sicherung der Land- und Seegrenzen Osttimors. Fast 200 Angehörige osttimoresischer Sicherheitskräfte wurden trainiert. Zusammen mit Australien wurden Kräfte der Nationalpolizei Osttimors (PNTL) in Ermittlungsmethoden ausgebildet. Außerdem arbeiten die USA mit der Internationalen Organisation für Migration zusammen, um die osttimoresischen Sicherheitskräfte bei der Bekämpfung von Menschenhandel zu stärken. Regelmäßig finden gemeinsame Manöver der US-Streitkräfte mit den Verteidigungskräfte Osttimors (F-FDTL) statt. Seit 2002 hat das US-Militär über fünf Millionen US-Dollar für die Entwicklung der F-FDTL ausgegeben. Über 100 zivile und militärische Kräfte erhielten Trainingskurse in den Bereichen Sicherheitskooperation und Notfallmanagement.
Mit dem Provedoria dos Direitos Humanos e Justiça (PDHJ) arbeitet USAID zusammen zur Dezentralisierung Osttimors mittels Projekte in den Gemeinden. Technische Unterstützung erhielten über 2000 Mitglieder osttimoresischer Parteien zur Förderung der Transparenz und Öffnung der Kommunikation zwischen den Parteien. Bürgerinitiativen für Frauenrechte und Transparenz in der Regierung und gegen häusliche Gewalt und Korruption wurden durch Wettbewerbe des US-amerikanischen Botschafters gefördert.

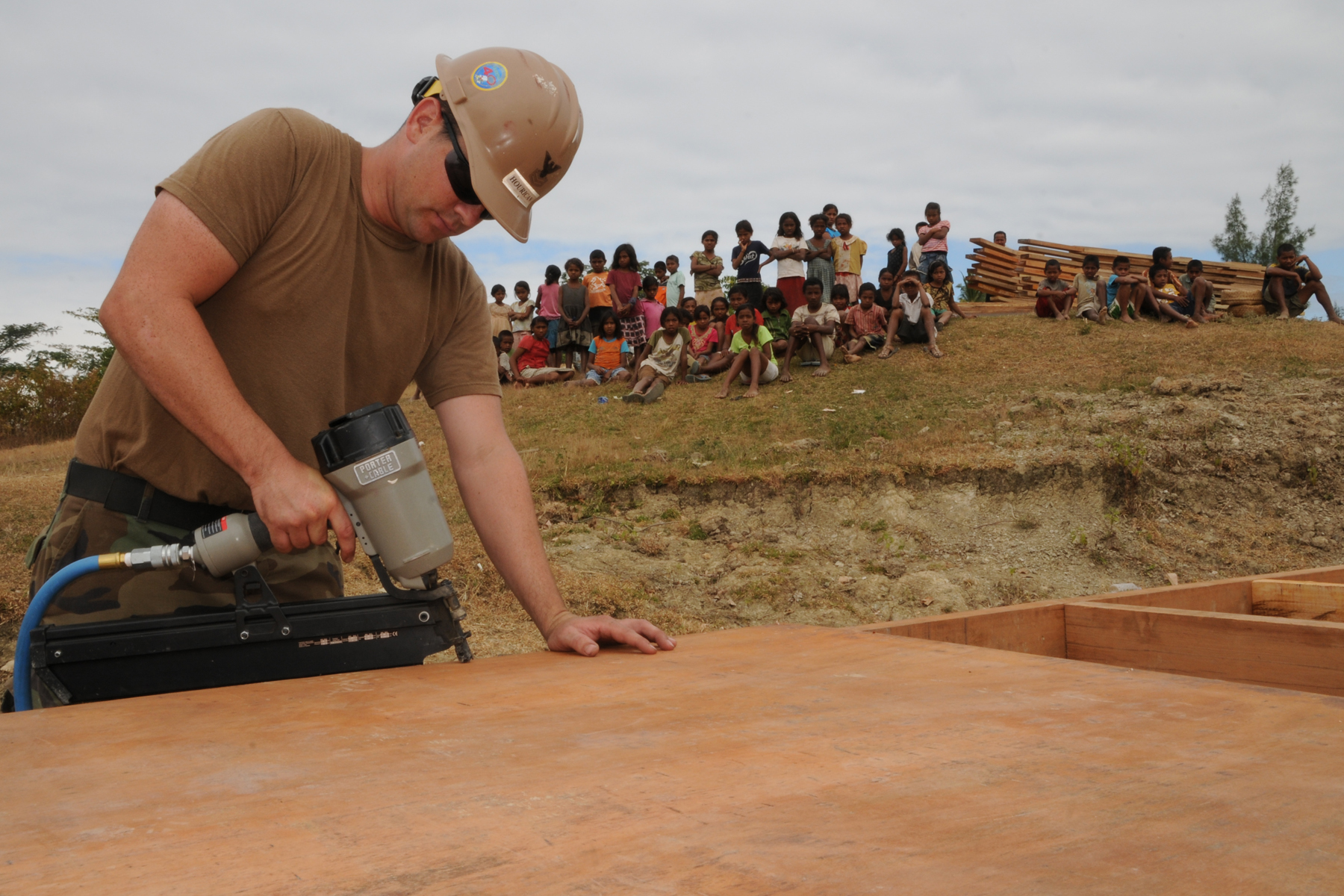
Ein US-Soldat beim Schulbau im südlichen Baucau (2009)

Zur Steigerung des Einkommens der Landwirte in Osttimor leistete USAID technische Unterstützung zur Entwicklung und Förderung der Produktivität, vor allem beim Kaffeeanbau und im Gartenanbau. Die Cooperativa Café Timor (CCT) erhielt von USAID Hilfe beim weltweiten Marketing. USAID und das Landwirtschaftsministerium der Vereinigten Staaten unterstützen osttimoresische Bauern weiter bei der Kontaktaufnahme mit Agrarmärkten und der Erweiterung der Produktpalette. Die U.S. Navy Seabees errichteten fast 100 verschiedene Projekte im ganzen Land, die von der US-Regierung finanziert wurden, darunter Brücken, 37 Schulen, 15 Kliniken und sieben Gemeindezentren.
10.000 osttimoresische medizinische Hilfskräfte wurden seit 2006 von USAID, zusammen mit Australien, ausgebildet. Von 2011 bis 2013 half USAID die Abdeckung Osttimors mit Impfkampagnen, um Diphtherie, Keuchhusten, Tetanus, Kinderlähmung und Masern einzudämmen. Erfolgreich war eine Aktion zur Bekämpfung der Malaria. 1700 Personen wurden in Präventionsmaßnahmen ausgebildet und 107.000 mit Insektiziden behandelte Moskitonetze verteilt.
Bis 2018 erhielten fast 100 Osttimoresen Stipendien für das Studium in den Vereinigten Staaten über verschiedene Programme. Etwa 80 Osttimoresen konnten an Austauschprogrammen teilnehmen oder von Forschungsstipendien profitieren. Außerdem unterstützte USAID die Alhabetisierungskampagnen in Osttimor und den Wiederaufbau des Campusses der Universidade Nasionál Timór Lorosa'e (UNTL). Zusätzlich wurden osttimoresische Studenten, Staatsanwälte, Journalisten und Soldaten in Englisch unterrichtet. Mit der UNTL und dem Dili Institute of Technology (DIT) wurden Englischlehrer ausgebildet.
Seit 2015 engagieren sich US-amerikanische Mitglieder des Friedenscorps in Osttimor.

## Diplomatie

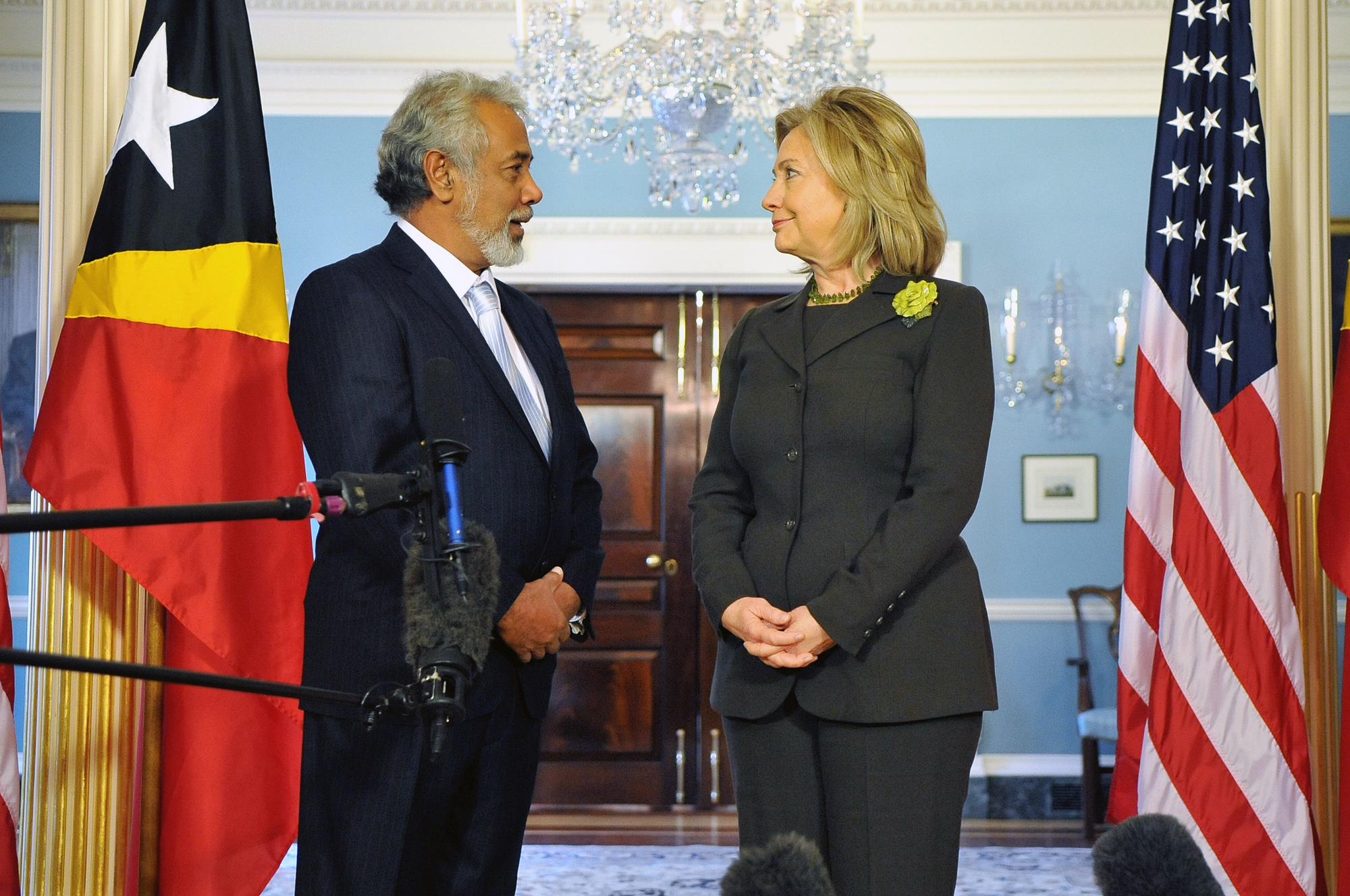
Osttimors Premierminister Xanana Gusmão und US-Außenministerin Hillary Clinton (2011)

Constâncio Pinto, Sekretär des Exekutivkomitees (Comité Executivo) des Conselho Nacional de Resistência Maubere (CNRM), war nach Portugal und später in die USA geflohen. Dort betrieb er eine Informationskampagne, um die USA auf das Schicksal seines Landes aufmerksam zu machen. Er sprach unter anderem vor dem Kongress der Vereinigten Staaten. Daneben schrieb er Bücher und Artikel über Osttimor. 1997 erhielt Pinto den U.S. Congressional Achievement Award. 1999 wurde Pinto wurde zum außerordentlichen Botschafter und Generalbevollmächtigten Osttimors für die USA, Kanada und Mexiko ernannt. Mit der Unabhängigkeit Osttimors 2002 wurde Pinto der erste Senior diplomat Osttimors in Washington, D.C. Erster offizieller Botschafter in für die USA und Ständiger Vertreter bei den Vereinten Nationen wurde ab 2003 José Luís Guterres. Seit 2007 ist der Botschafterposten vom Posten des Ständigen Vertreters personell getrennt.
Die Botschaft der Vereinigten Staaten in Dili eröffnete offiziell 2002. 2018 arbeiteten in ihr 180 Personen, 20 davon waren US-Bürger. Erster US-amerikanischer Botschafter in Osttimor war ab 2003 Grover Rees III. Am 18. Januar 2015 wurde über die Mauer der Residenz des US-Botschafters in Dili ein Sprengsatz geworfen. Ein Auto und Fenster werden beschädigt

## Wirtschaft
Osttimor verwendet den US-Dollar als Landeswährung, neben eigenen Münzen.
Für 2018 waren die USA laut dem Statistischen Amt Osttimors auf Platz 12 (2016: Platz 13) der Importeure von Waren nach Osttimor mit einem Gesamtwert von 5.925.000 US-Dollar (2016: 4.440.000 US-Dollar). Bei den Waren handelte es sich zumeist um technische Gerätschaften. Vor Kanada und Deutschland sind die Vereinigten Staaten mit einem Warenwert von 6.399.000 US-Dollar die größten Importeure von osttimoresischen Handelswaren, bei denen es sich fast ausschließlich um Kaffee handelt. 2018 importierten die USA Kaffee im Wert von 6.310.775 US-Dollar (2016: 10.349.459 US-Dollar), was einer Menge von 1.477.740 kg (2016: 11.920.393 kg) entsprach. Zudem gab es von Osttimor in die Vereinigten Staaten Re-Exporte in Höhe von 387.000 US-Dollar (Platz 6).